# Agua Salá
Agua Salá es una película colombiana de 2024 dirigida por Steven Morales Pineda y protagonizada por Luis Mario Jiménez, Óscar Salazar, Jhonatan Ferraro Yerena, Brian V. Aburaad y Clarissa Cuadros. Filmada en la localidad de Puerto Colombia, Atlántico, llegó a las salas de cine colombianas el 8 de mayo de 2025.

## Sinopsis
Después de más de dos décadas sin verse, Jacobo (Luis Mario Jiménez) vuelve a encontrarse con José Luis (Óscar Salazar), un sacerdote católico que atraviesa una crisis vocacional tras ser señalado por presuntos abusos a menores. Para Jacobo, José Luis representa una figura clave en sus traumas infantiles, marcados no solo por el abuso emocional, sino también por su repentina desaparición sin explicación. Aunque el rencor por el abandono sigue latente, Jacobo, ya adulto, lucha con una mezcla de deseo lujurioso y sentimientos profundos hacia José Luis.

## Reparto
- Luis Mario Jiménez es Jacobo
- Óscar Salazar es José Luis
- Jhonatan Ferraro Yerena es Erasmo
- Brian V. Aburaad es Brian

## Guion
El cineasta originario de Barranquilla Steven Morales Pineda desarrolló el guion entre 2018 y 2020, inspirado en obras fílmicas con temática LGBT como Happy Together de Wong Kar-wai o Call Me by Your Name de Luca Guadagnino pero «con una mirada caribeña, íntima y profundamente ambigua». El director afirmó que la historia «no juzga ni señala, simplemente se pregunta: ¿Qué hacemos con lo que recordamos desde el afecto, incluso si pudo hacernos daño?». También recurrió a sus experiencias personales para desarrollar el guion, ya que «un sacerdote fue [su] primer amor y también [su] primer desamor».
El guion ganó en 2019 el primer puesto en el Encuentro Internacional de Productores durante el Festival Internacional de Cine de Cartagena. Esto le permitió a Morales Pineda obtener una beca del Centre National du Cinéma de Francia para desarrollar el filme.

## Producción y rodaje
Agua Salá es la ópera prima de Morales Pineda y se filmó en la localidad de Puerto Colombia en un periodo de 21 días y con un equipo de dieciséis personas. Morales asumió los papeles de director, guionista y coproductor; su hermana Grace Morales lo apoyó en esta última labor. La fotografía corrió a cargo de Andrés Sotomayor, quien decidió utilizar tonos fríos y verdes para representar la costa caribe colombiana en lugar de los típicos tonos brillantes, con el fin de plasmar el conflicto interno del protagonista.
Héctor Sánchez se encargó de aportar el sonido, mientras que Daniel Carvajalino compuso una banda sonora que aporta «una atmósfera íntima y melancólica», de acuerdo con el portal La Vibrante. El proceso de posproducción fue completado gracias al apoyo del Fondo para el Desarrollo Cinematográfico en 2022.

## Estreno
El filme tuvo su estreno mundial en la cuadragésima primera edición del Festival Internacional de Cine de Miami en 2024.  Previamente había participado en eventos como el Torino Film Lab Extended, el Cine Qua Non Lab de México y el Málaga Work in Progess. Otros festivales en los que participó en 2024 incluyen el Festival Internacional de Cine de Cali, el Outshine Film Festival de Fort Lauderdale, la Muestra Internacional de Cine de Sao Paulo y el Woods Hole Film Festival en Massachusetts.
Llegó a las salas de cine colombianas el 8 de mayo de 2025.

## Recepción

### Premios y reconocimientos
Previo a su estreno internacional, Agua Salá obtuvo el premio de distribución y el premio de posproducción de sonido en el Málaga Work in Progress (MAFIZ) en 2022. También logró el premio de posproducción para largometrajes del Fondo para el Desarrollo Cinematográfico el mismo año.

### Crítica
Julieth Cicua de Uniminuto Radio elogió la labor del director: «Son pocos los cineastas que se atreven a hablar de temas tabú como la religión o el abuso sexual y más en una sociedad como la colombiana, profundamente católica y a la que le gusta ignorar sus problemas. No obstante, a veces aparecen autores como el director Steven Morales Pineda quien se atrevió a hablar de estos dos temas en su ópera prima Agua Salá». Katlin Navarro Luna del diario El Pilón manifestó que el filme «se consolida como un hito del cine independiente colombiano, impulsando el talento regional y abriendo espacios para el debate social desde la gran pantalla».
La crítica de la película en el portal Noticine afirma que Agua Salá «es una buena opción para quienes busquen acercarse a una historia colombiana distinta, contada desde la intimidad y presentada de forma clara y atractiva». Para Ricardo Bedoya de Caracol Radio se trata de «un retrato íntimo sobre culpa y deseo de juventud».